# La Chaux-de-Fonds
La Chaux-de-Fonds ([laʃodəfɔ̃]) es una ciudad y comuna suiza del Cantón de Neuchâtel, capital del distrito de La Chaux-de-Fonds. Tercera ciudad de Romandía tras Ginebra y Lausana. La Chaux-de-Fonds debe su renombre a la relojería, a la microelectrónica, a su particular arquitectura y a la riqueza de su vida cultural y deportiva. Es el lugar de nacimiento del arquitecto Le Corbusier.

## Patrimonio
El urbanismo relojero de La Chaux-de-Fonds y de Le Locle ha sido reconocido en el año 2009 por la Unesco por su valor universal y excepcional. De esta forma se convierte en el décimo emplazamiento suizo que pasa a formar parte del Patrimonio Mundial de la Humanidad y se une al casco antiguo de la ciudad de Berna, al Ferrocarril Rético y a la abadía de San Galo.
La localidad alberga a su vez las primeras obras construidas de Le Corbusier, una de las personalidades nacidas en la región. 

## Geografía
Situada en un alto valle de la cadena del Jura (el centro de la ciudad se sitúa a unos 1000 metros sobre el nivel del mar), La Chaux-de-Fonds es la segunda ciudad de mayor altitud de Suiza después de Davos, y una de las ciudades de mayor altitud de Europa. Es además, por población, la primera ciudad del cantón de Neuchâtel, la tercera ciudad de  Romandía después de Ginebra y Lausana, y la duodécima ciudad en toda Suiza. Cabe, sin embargo, matizar la importancia de estos datos señalando que La Chaux-de-Fonds no pertenece, como otras ciudades, a ninguna aglomeración urbana. La capital del cantón, Neuchâtel, y el conjunto de ciudades aledañas constituyen un núcleo urbano más poblado. Ese carácter "campestre" es, no obstante, uno de los principales atractivos de una ciudad que presume de ser, tal como reza un lema oficial, “la única ciudad que ha escogido vivir en el campo”.
La ciudad limita al norte con las comunas de Fournet-Blancheroche (FR-25), Grand'Combe-des-Bois (FR-25), Les Fontenelles (FR-25) y Les Bois (JU), al este con La Ferrière (BE), Renan (BE), Fontaines y Val-de-Ruz, al sur con La Sagne, al suroeste con Le Locle, y al oeste con Les Planchettes.

## Transportes
Ferrocarril
La ciudad cuenta con una estación ferroviaria donde efectúan parada o inician su recorrido trenes de ámbito regional que la comunican con otras poblaciones del Cantón de Neuchâtel, cantones vecinos y con Francia.

## Historia
Antes de la Edad Media, la región de La Chaux-de-Fonds estaba prácticamente deshabitada. Son muy escasas las huellas humanas encontradas, siendo el hallazgo de un cráneo del epipaleolítico en la "Grotte du Bichon", en el colindante valle del Doubs, una notable excepción, habiéndose podido determinar que aquel hombre de Cro-Magnon fue probablemente mortalmente herido durante una cacería (se encontró una punta de flecha clavada en la vértebra de una osa cuyos restos también se hallaron en esa cueva).
El alto valle del Jura, en el que la ciudad de La Chaux-de-Fonds está asentada, no estuvo poblado hasta casi finalizada la Edad Media. Los primeros colonos, provenientes de los valles circundantes (Val-de-Ruz, La Sagne, Le Locle), colonizaron la región entre los siglos XIV y XVI. Se trataba ante todo de agricultores y ganaderos, que no llegaron a constituir un auténtico núcleo de población y que dependían administrativamente de los municipios vecinos (La Sagne, Le Locle) y de la entonces capital administrativa de la región: Valangin. La Chaux-de-Fonds se erige en parroquia (reformada) a mediados del siglo XVI. Se convierte realmente en un núcleo urbano en el siglo XVII y se establece oficialmente como municipio el 2 de diciembre de 1656, siendo designado como primer alcalde de la ciudad Abraham Robert (1619-1679).
El desarrollo de la ciudad en los siglos XVIII y XIX se debió fundamentalmente al proceso de industrialización que sufrió la región. Inicialmente concebidas como actividades artesanales complementarias de la agricultura y de la ganadería, el encaje y la relojería se convirtieron a partir del siglo XVIII en motores del desarrollo de la ciudad. La relojería llegó a ser a finales de ese siglo la principal industria de la ciudad. El rápido desarrollo y el crecimiento desordenado de la ciudad tuvieron una consecuencia desastrosa e imprevista en 1794: un gigantesco incendio destruyó gran parte de la ciudad, pero fue rápidamente reconstruida. La ciudad se desarrolló principalmente en el flanco norte del valle a partir del núcleo original según un diseño en manzanas rectangulares absolutamente único en Suiza (país en el que los grandes centros urbanos tienen casi todos un origen mucho más antiguo).
El crecimiento de la población en el siglo XIX, impulsado por el desarrollo de la indústria relojera, fue espectacular, duplicándose la población entre principios y mediados de siglo y triplicándose entre 1850 y 1915. Esa llegada masiva de inmigrantes, tanto suizos (alemánicos en su mayoría) como extranjeros (franceses, italianos y alemanes) contribuyó a transformar la ciudad en un centro multicultural y multirreligioso, abriéndose en 1834 una parroquia católica y estableciéndose una importante comunidad judía de origen alsaciano (que contó hasta 850 miembros), la cual erigió en La Chaux-de-Fonds una de las mayores sinagogas del país. El carácter predominantemente industrial de la ciudad propició, por otra parte, la difusión de ideas progresistas y republicanas pidiendo, entre otras cosas, una mayor libertad de comercio. Los habitantes de La Chaux-de-Fonds participaron activamente en la revolución de 1848, convirtiéndose la ciudad a partir de entonces en el principal centro económico del cantón.

## Sociedad
La mayoría de la población cultiva con agrado la reputación de ser una ciudad obrera que ha elegido vivir en el campo. Desde hace décadas sus habitantes tienen un gran interés por defender valores humanistas, artísticos y, más recientemente, ecológicos por medio de una diversidad de proyectos independientes y autogestionados.
Ha tenido un rol pionero en el ahorro energético al poner en funcionamiento un sistema de calefacción a distancia. La ciudad recibió en 1994 el Premio Wakker de arquitectura.

## Personalidades
- Numa Droz (1844-1899), político.
- Louis Chevrolet (1878-1941), corredor y constructor automovilístico.
- Blaise Cendrars (1887-1961), escritor.
- Le Corbusier (Charles-Edouard Jeanneret) (1887-1965), arquitecto y urbanista.
- Monique Saint-Hélier (1895-1955), escritor.
- Albert Béguin (1901-1957), escritor.
- Pierre Graber (1908-2003), presidente de la Confederación Suiza.
- Pierre Aubert (1927), presidente de la Confederación Suiza.
- André Heiniger (1921-2000), presidente de Rolex.
- Leonardo Piepoli (1971), ciclista.
- Anastasia Pierce (1974), actriz porno.

## Galería

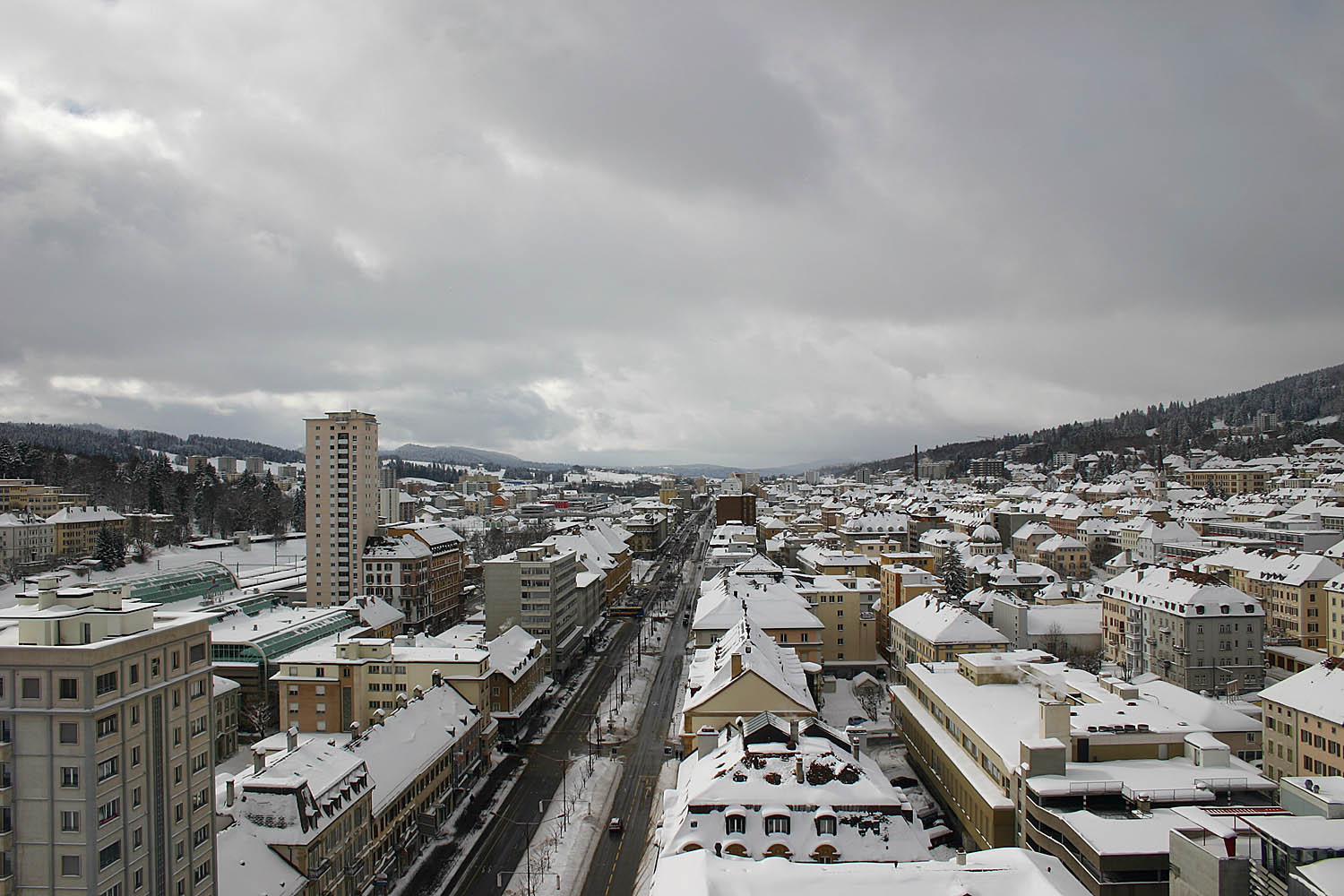
Centro de La Chaux-de-Fonds.
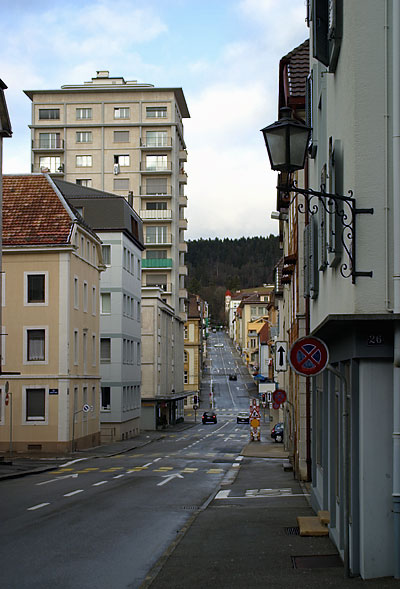
Calles típicas de La Chaux-de-Fonds.